# Wangzi Shan
Wangzi Shan (chinesisch 王子山 Prinzenhügel) ist ein 80 m hoher Hügel an der Ingrid-Christensen-Küste des ostantarktischen Prinzessin-Elisabeth-Lands. Er ragt südlich des Erlang Shan auf der Tonagh Promontory in den Larsemann Hills auf.
Chinesische Wissenschaftler benannten ihn 1993 im Zuge von Vermessungsarbeiten.